# Шаньково (Владимирская область)
Шаньково — деревня в Гороховецком районе Владимирской области России, входит в состав Куприяновского сельского поселения.

## География
Деревня расположена на берегу реки Суворощь в 17 км на юго-восток от центра поселения деревни Выезд и в 14 км на юго-восток от Гороховца.

## История
В XIX — первой четверти XX века деревня входила в состав Красносельской волости Гороховецкого уезда, с 1926 года — в составе Гороховецкой волости Вязниковского уезда. В 1859 году в деревне числилось 22 двора, в 1905 году — 33 двора, в 1926 году — 46 дворов.
С 1929 года деревня являлась центром Шаньковского сельсовета Гороховецкого района, с 1940 года — в составе Великовского сельсовета, с 2005 года — в составе Куприяновского сельского поселения.

## Население
| 1859 | 1905 | 1926 | 2002 | 2010 | 2021 |
| ---- | ---- | ---- | ---- | ---- | ---- |
| 109  | ↗231 | ↘188 | ↘18  | →18  | ↘14  |